# Grangettes
Grangettes (toponimo francese, informalmente anche Grangettes-près-Romont) è un comune svizzero di 199 abitanti del Canton Friburgo, nel distretto della Glâne.

## Monumenti e luoghi d'interesse

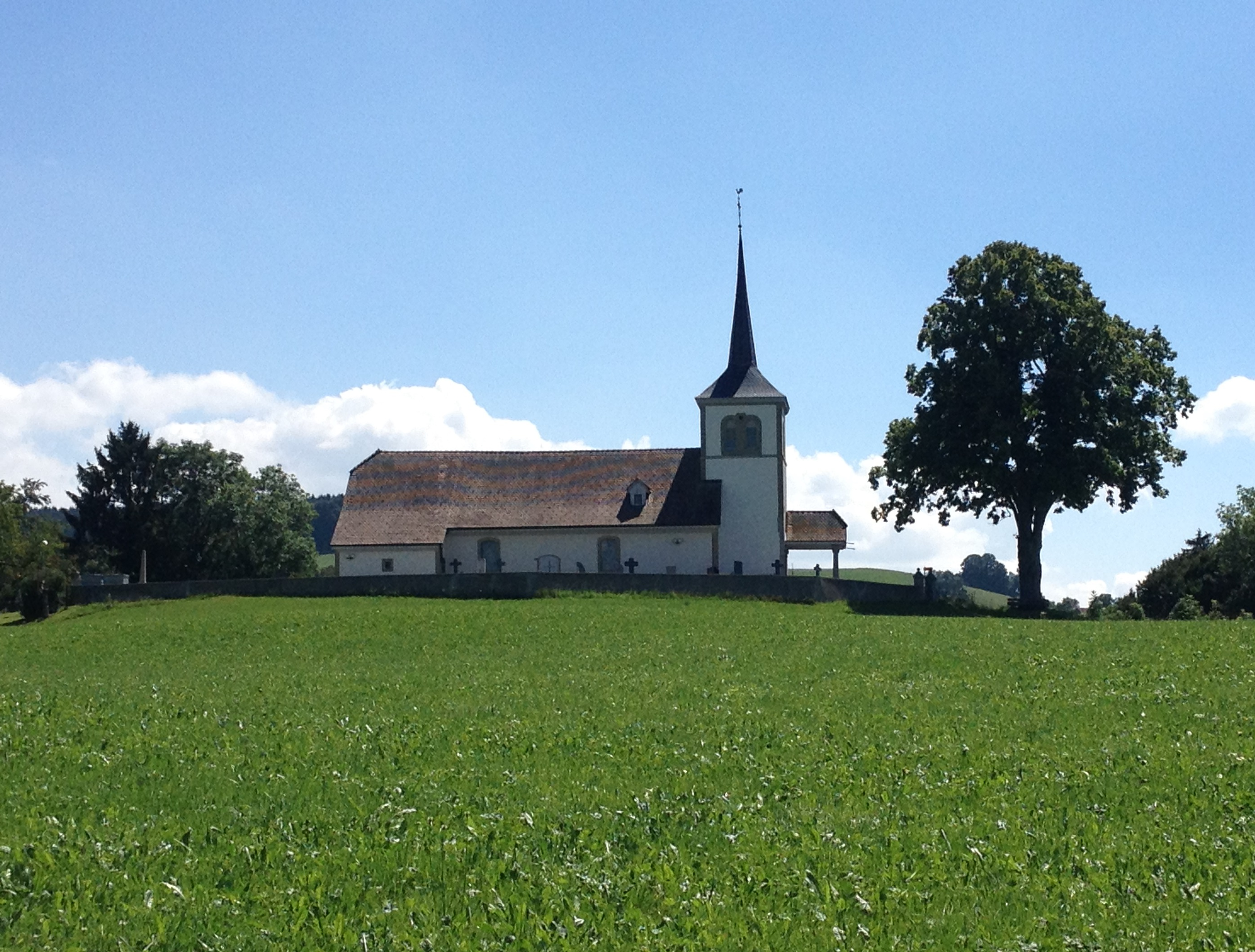
La chiesa cattolica di San Maurizio

- Chiesa cattolica di San Maurizio, eretta nel 1430 e ricostruita nel 1773[2].

## Società

### Evoluzione demografica
L'evoluzione demografica è riportata nella seguente tabella:
Abitanti censiti

## Amministrazione
Ogni famiglia originaria del luogo fa parte del comune patriziale che ha la responsabilità della manutenzione di ogni bene comune.